# Happy Mondays
A Happy Mondays egy 1980-ban alapított angol alternatív rock együttes Manchesterből, egyik úttörő zenekara volt a 80-as évek vége és a 90-es évek eleje között virágzó Madchester mozgalomnak. Az 1988-as Bummed, és az 1990-ben megjelent Pills ’n’ Thrills and Bellyaches című albumuk szerepel az 1001 lemez, amit hallanod kell, mielőtt meghalsz című könyvben.

## Diszkográfia
- Squirrel and G-Man Twenty Four Hour Party People Plastic Face Carnt Smile (White Out) (1987)
- Bummed (1988)
- Pills ’n’ Thrills and Bellyaches (1990)
- Yes Please! (1992)
- Uncle Dysfunktional (2007)

## Fordítás
- Ez a szócikk részben vagy egészben  a   Happy Mondays című angol Wikipédia-szócikk fordításán alapul.  Az eredeti cikk szerkesztőit annak laptörténete sorolja fel. Ez a jelzés csupán a megfogalmazás eredetét és a szerzői jogokat jelzi, nem szolgál a cikkben szereplő információk forrásmegjelöléseként.